# ねらわれた学園
『ねらわれた学園』（ねらわれたがくえん）は、眉村卓のジュブナイルSF小説。1973年刊。また、それを原作とする映画、ドラマなどの作品。

## 概要
1973年に発表された。
1977年にNHKで放映された「少年ドラマシリーズ」の『未来からの挑戦』は、本作と、同じく眉村卓の『地獄の才能』を原作としてドラマ化したものである。
1981年に大林宣彦監督・薬師丸ひろ子主演（三田村由香＝楠本和美役）、高柳良一（関耕児役）、長谷川真砂美（高見沢みちる役）、峰岸徹（魔王子・京極役）による映画がヒットする。以後、テレビや映画といったメディアで、数度リメイクされている。

## ストーリー
関耕児が通う阿部野第6中学校で、生徒会役員選挙が行われようとしていた。阿部野第6中は進学校といわれるだけあり、生徒たちは熱心に勉強していたが、部活動さえ低調になるほどの勉強重視の雰囲気からストレスを感じ、いたずらなどの問題行動を起こす生徒も少なくなく、校内の風紀は乱れつつあった。
だが、高見沢みちるという一人の女子生徒が会長職に就任したことをきっかけに異変が始まった。彼女は圧倒的な実行力で生徒会を支配し、反対者を『不思議な力』で抑えつけていった。そして、学校の風紀を取り締まるという名目でパトロール委員を新設し、学校を実質的に支配し始める。
やがて耕児は、ある出来事をきっかけに高見沢みちるの強引なやり方に反感を持ち、楠本和美らクラスメイトたちとともに生徒会に戦いを挑む。その途中で、高見沢みちるの「超能力」や彼女が超能力を学んだと思われる「英光塾」という奇妙な学習塾、そして圧倒的な力を持つ謎の少年・京極の存在が浮かび上がってきた。

## 登場人物
関 耕児
主人公。阿倍野第6中学校2年3組の生徒で、途中からクラス代表委員に就任する。
当初は高見沢みちるのやり方に対しては「やり過ぎではないか」と思う程度であまり危険視はしていなかったが、自分の父親や楠本和美の忠告、吉田一郎に対するパトロール委員の暴挙を目の当たりにしたことなどがきっかけになり、高見沢みちるへの反感を確かなものにする。そして、和美らクラスメイトをまとめ上げ、学校の支配を目論む高見沢みちるとその尖兵である生徒会およびパトロール委員に抵抗する勢力の中心人物となる。
楠本 和美
耕児のクラスメイトで読書家。
1年生のときは高見沢みちると同じクラスで、2年生になってからの彼女の突然の変貌に警戒心を抱き耕児に協力する。作中、後の出来事を先読みしているかのような言動が何度か見られるが、その度に本人は「ただの予感」と言っており、真相は分からない。
映画版では「三田村由香」になっている。
吉田 一郎
耕児のクラスメイトで、部活動の最中にパトロール委員に目をつけられたところを耕児に助けられ、彼に協力する。
高見沢 みちる
和美の1年生のときのクラスメイト。
和美の話によれば1年生のころはおとなしく目立たない生徒だったらしいが、2年生になると突如生徒会役員選挙で「会長」に立候補し、最有力候補だったベテランの上級生を破って当選する。その後、校内の風紀を取り締まることを名目にパトロール委員を組織する。
超能力を持ち、マインドコントロールで生徒会を掌握している。独特の存在感と威圧感を持ち、教員たちも彼女に意見できない。英光塾という謎の塾に通っており、塾生と思しき少年少女数名とともに吉田一郎のクラス裁判を間近に控えた耕児を超能力で脅迫している。
物語前半では事件の黒幕のように描かれていたが、実際は京極が手駒として超能力の指導をしていた学生の一人に過ぎなかった。だが、彼女自身は京極に心酔しており、彼の任務遂行を手伝うためなら自分の全てを捨てることも厭わない。最後は、英光塾を放棄して別の時代で任務を再開しようとした京極に追従し、自分のそれまでの生活を捨てて彼とともに去っていった。
西沢 響子
耕児のクラスメイト。
黒板に落書きをした生徒を見つけクラス全体で糾弾しようとしたところを耕児に阻止される、クラス代表委員選挙で耕児に敗れるなどの出来事があり、耕児に対して良い感情を持っていない。
彼女もまた英光塾の塾生ではあるが超能力は使えないらしく、立場的にも高見沢みちるの下に位置する。2年3組のクラス代表に就任して高見沢みちるの活動を支援することが任務だったと思われるが、耕児と和美がそれぞれ代表・副代表に就任したためかなわなかった。その後は、任務失敗による制裁を恐れて自殺を図るが死に切れず、高見沢みちるが別の時代に去った後に彼女も転校してしまう。
京極
高見沢みちるを支える謎の少年。外見からだと耕児たちよりは年上だと推測できるらしい。彼も超能力者であり、能力の強さは高見沢みちるを凌駕する。
その正体は未来から何者かが派遣した工作員の一人で、「京極」という名前も本名かどうかは不明。彼の生まれた時代では文明が崩壊寸前の状態を迎えているらしく、それを阻止するために歴史を改変することが任務だったらしい。そのための手段として日本中の学生を管理下に置くべく、ただの学習塾に過ぎなかった英光塾の管理者を超能力で洗脳し、作中の時代における活動拠点とした。
彼自身の指導によって超能力を開花させた塾生たちにそれぞれの学校を内側から支配させ、支配の完了した学校からほかの学校に人材を派遣して同じことを繰り返すという計画を進めるはずだったが、耕児たちの思わぬ抵抗に遭い、作中の時代での作戦は失敗。自分が関わっていた物的証拠を消すために英光塾を破壊した後、高見沢みちるを連れ、他の時代で任務を遂行するべく去っていった。
パトロール委員
高見沢みちるが新設した委員で生徒会の有志によって編成される“風紀取締委員”。
彼らが有罪と判断したら「飛んでいったボールを取るために金網を乗り越える」程度の行為であっても検挙され、検挙された生徒は所属するクラスで裁判にかけられて処罰される。裁判を拒むか裁判の結果がパトロール委員の期待に沿うものでなければ、クラス全体が「不良生徒の集団」として告発され、処罰される。
作中で「その場で問題行為を注意して、注意されたほうも二度とやらないように気をつければいいことをわざわざ大げさにしている」と批判されているように「本校の風紀を守る」という名目で組織されたものの実際はかなり過激な活動を行っており、自分たちの過激さを正当化するために学校の規則を自分たちに都合よく改正しようとするなどところどころに傲慢さが垣間見える。また、反対者は高見沢みちるあるいは京極の超能力で沈黙させられていたため、教師であっても彼らに手出しできなかった。
だが、所詮は高見沢みちるの手駒に過ぎないため、高見沢みちるが学校を去った後は弱体化・形骸化し、教師陣からも廃止を検討する声が上がるまでになった。

## 映像化作品

### テレビドラマ
- 1977年 『未来からの挑戦』 （NHK、少年ドラマシリーズ） 主演：佐藤宏之
- 1982年 『ねらわれた学園』 （フジテレビ、連続ドラマ） 主演：原田知世、伊藤かずえ、本田恭章　 脚本：伊藤和典他
- 1987年 『ねらわれた学園』 （フジテレビ、月曜ドラマランド枠での単発ドラマ） 主演：新田恵利、藤代美奈子、京本政樹
- 1997年 『ねらわれた学園』 （テレビ東京、連続ドラマ） 主演：村田和美

### 映画
- 1981年 『ねらわれた学園』 （(旧)角川春樹事務所） 主演：薬師丸ひろ子、監督：大林宣彦
- 1997年 『ねらわれた学園 THE MESSIAH FROM THE FUTURE』 （ギャガ） 主演：村田和美、佐伯日菜子、柏原収史、監督：清水厚
- 2012年 『ねらわれた学園』 （松竹、アニメーション） 監督：中村亮介